# Puyallup (Washington)
Pour l’ethnie amérindienne, voir Puyallups.
Pour les articles homonymes, voir Puyallup.
La ville américaine de Puyallup (en anglais [pjuːˈæləp] ou [pjuːˈɔːləp]) est située dans le comté de Pierce, dans l’État de Washington. En 2010, sa population s’élevait à 37 022 habitants.
En 1942, le parc des expositions accueille le camp de concentration appelé Camp Harmony où sont internés plus de 7 000 citoyens japonais ou americano-japonais. Elle comptait 42 973 habitants lors du recensement de 2020.